# Música en doce partes
Música en Doce Partes (en inglés, «Music in Twelve Parts») es un conjunto de doce piezas compuestas entre 1971 y 1974 por el compositor estadounidense Philip Glass.
Este ciclo de obras fue compuesto originalmente para diez instrumentos, ejecutados por cinco músicos, de esta forma: 
tres órganos eléctricos, dos flautas, cuatro saxofones (dos soprano, un alto, un tenor) y una voz femenina. De estos, el órgano es el único instrumento que se escucha durante toda la obra; los otros instrumentos no participan simultáneamente todo el tiempo. Originalmente Glass solo compuso una pieza que se llamó «Música en Doce Partes» ya que la intención original era que tuviera doce líneas armónicas en contrapunto. Sin embargo, cuando Glass la interpretó para un amigo suyo, éste le preguntó cómo serían las otras once partes. Glass encontró interesante este malentendido y escribió otras once partes a lo largo de tres años.
La ejecución de la obra completa puede durar unas tres horas. En sus obras, Glass utiliza estructuras repetitivas a menudo asociadas con el minimalismo musical. A pesar de ello, sus piezas demuestran una alta variedad e invención. Su música se desarrolla lentamente, y existen periodos en los que una escucha casual no revela ningún cambio. Sin embargo, si se escucha con detenimiento, ya que los patrones cambian de forma casi continuamente, aunque imperceptible. Por ello, estas piezas representan un reto para el escucha, pero aun así disfrutan de un nivel significativo de popularidad y a menudo citado se les cita como una obra importante de la segunda mitad del siglo XX.
Andrew Porter escribió para la revista The New Yorker (1978) acerca de las transiciones de una pieza a la siguiente:

A new sound and a new chord suddenly break in, with an effect as if one wall of a room has suddenly disappeared, to reveal a completely new view.
Un nuevo sonido y un nuevo acorde irrumpieron súbitamente, y su efecto fue como si el muro de una habitación desapareciera de repente para revelar algo completamente nuevo.
Andrew Porter

La obra ha sido grabada tres veces: la primera para Virgin records, para Nonesuch en 1993, y para Orange Mountain Music en 2006.
El 1 de mayo de 2017, la obra fue interpretada en el Barbican Centre en Londres, Inglaterra, Reino Unido, a cargo de un grupo de los músicos reunidos y dirigidos por el tecladista James McVinnie. Este evento fue la primera ocasión en la que la obra fue interpretada en vivo por un conjunto que no fuera el Ensamble Philip Glass.